# Johannes Brantl
Johannes Brantl (* 31. Mai 1968 in Schongau) ist ein deutscher Theologe.  

## Leben
Nach dem Abitur am Gymnasium in Zwiesel 1988 studierte er von 1988 bis 1993 katholische Theologie an der Universität Passau und der Universität Freiburg im Üechtland. Er absolvierte 1993 bis 1994 das Pastoralpraktikum in der Pfarrei Kößlarn. Er wurde im November 1993 zum Diakon und im Juli 1994 zum Priester geweiht. Er war von 1994 bis 1995 Kaplan im Pfarrverband Arnstorf und von 1995 bis 1997 Kaplan in der Passauer Pfarrei St. Anton und zugleich Wissenschaftlicher Mitarbeiter (halbtags) am Lehrstuhl für Moraltheologie der Universität Passau. 1997 wurde er zum Subregens im Bischöflichen Priesterseminar St. Stephan des Bistums Passau unter Beibehaltung der Stelle als Wissenschaftlicher Mitarbeiter (halbtags) an der Universität Passau ernannt. Bei Peter Fonk wurde er 2000 mit der Arbeit Verbindende Moral. Theologische Ethik und kulturvergleichende Humanethologie promoviert. Von 2002 bis 2006 war er Wissenschaftlicher Assistent (ganztags) am Lehrstuhl für Moraltheologie. Nach der Habilitation 2007 in  Moraltheologie mit der Arbeit Entscheidung durch Unterscheidung. Existentialethik als inneres Moment einer medizinischen Ethik in christlicher Perspektive wurde er zum Privatdozenten ernannt. Die katholische Studentengemeinde der Universität Passau betreute er von 2007 bis 2008 als Studentenpfarrer. Seit 2008 lehrt er als Professor für Moraltheologie an der Theologischen Fakultät Trier, deren Studiendekan er von 2009 bis 2015 war und deren Rektor er seit dem 1. April 2015 ist.
Seine Forschungsschwerpunkte sind Fundamentalmoral, medizinische Ethik, Ethik und Kunst und Christliche Spiritualität.

## Schriften
- Verbindende Moral. Theologische Ethik und kulturenvergleichende Humanethologie (= Studien zur theologischen Ethik. Band 94). Univ.-Verl., Freiburg u. a. 2001, ISBN 3-451-27853-7 (zugleich Dissertation, Passau 2000).
- Entscheidung durch Unterscheidung. Existentialethik als inneres Moment einer medizinischen Ethik in christlicher Perspektive  (= Studien der Moraltheologie. Band 37). Lit, Berlin u. a. 2007, ISBN 978-3-8258-0563-0 (zugleich Habilitationsschrift, Passau 2007).
- Gebetstätigkeit im Gebetsatem. Wirklich als Mensch leben im Austausch mit Gott (= Gebetsapostolat im Bistum Trier). Trier 2009.
- als Herausgeber mit Christian Schröder: Der Mensch zwischen Größe und Elend. Vom Wert des Lebens im christlichen Denken (= Trends in Medieval Philology. Band 20). Duschl, Winzer 2011, ISBN 978-3-941425-34-7.
- als Herausgeber mit Renate Brandscheidt, Maria Overdick-Gulden und Werner Schüßler: Herausforderung „Mensch“. Philosophische, theologische und medizinische Aspekte. Schöningh, Paderborn u. a. 2012, ISBN 3-506-77628-2.
- als Herausgeber mit Hans-Georg Gradl, Mirijam Schaidt und Werner Schüßler: Das Gebet „die Intimität der Transzendenz“. Echter, Würzburg 2014, ISBN 978-3-429-03699-7.
- als Herausgeber mit Walter Euler und Margarete Eirich: Das Zweite Vatikanische Konzil. Beschlüsse – Ideen – Personen. Paulinus, Trier 2016, ISBN 3-7902-1847-2.
- als Herausgeber mit Stefan Oster: Christus ist unter euch. Zur Aktualität des II. Vatikanischen Konzils, Festschrift für Bischof Rudolf Voderholzer, Regensburg 2024, ISBN 978-3-7917-3538-2.